# 山案座β
山案座β，又名CP-71 309，HD 33285、SAO 256154、HR 1677，是山案座的一颗恒星，视星等为5.31，位于銀經282.77，銀緯-34.21，其B1900.0坐标为赤經5h 4m 0.4s，赤緯-71° -34.21′ 3″。